# Division I 1961-1962 (pallacanestro maschile)
La Division I 1961-1962 è stata la 30ª edizione del massimo campionato belga di pallacanestro maschile. La vittoria finale è stata ad appannaggio dell'Antwerpse.

## Risultati

### Stagione regolare
|     | Squadra           | G  | V  | N | P  | PF | PS | Pt. | Qualificazione          |
| --- | ----------------- | -- | -- | - | -- | -- | -- | --- | ----------------------- |
| 1.  | Antwerpse         | 22 | 20 | 0 | 2  |    |    | 40  |                         |
| 2.  | VG Ostenda        | 22 | 19 | 0 | 3  |    |    | 38  |                         |
| 3.  | Anversa Giants    | 22 | 13 | 0 | 9  |    |    | 26  |                         |
| 4.  | Rubo Niel Anversa | 22 | 11 | 2 | 9  |    |    | 24  |                         |
| 5.  | Zaziko Anversa    | 22 | 12 | 0 | 10 |    |    | 24  |                         |
| 6.  | Canter Schaerbeek | 22 | 9  | 0 | 13 |    |    | 18  |                         |
| 7.  | Racing Bruxelles  | 22 | 9  | 0 | 13 |    |    | 18  |                         |
| 8.  | Royal IV          | 22 | 8  | 1 | 13 |    |    | 17  |                         |
| 9.  | Racing Mechelen   | 22 | 8  | 1 | 13 |    |    | 17  |                         |
| 10. | Amicale Salzinnes | 22 | 8  | 0 | 14 |    |    | 16  | spareggio retrocessione |
| 11. | Brabo Anversa     | 22 | 8  | 0 | 14 |    |    | 16  | spareggio retrocessione |
| 12. | Bavi Vilvoorde    | 22 | 5  | 0 | 17 |    |    | 10  | retrocessa              |

### Spareggio retrocessione
| Squadra 1         | Risultato | Squadra 2     |
| ----------------- | --------- | ------------- |
| Amicale Salzinnes | 51 - 43   | Brabo Anversa |

| Division I 1961-1962 |
| -------------------- |
| Antwerpse 5º titolo  |

## Formazione vincitrice
| N° | Naz.              | Ruolo | Sportivo        |  | Alt. |  |
| -- | ----------------- | ----- | --------------- |  | ---- |  |
|    | Belgio (bandiera) |       | Josef du Jardin |  | 175  |  |
|    | Belgio (bandiera) |       | Jef Eygel       |  | 184  |  |
|    | Belgio (bandiera) |       | René Aerts      |  |      |  |